# 31696 Rohitmital
31696 Rohitmital è un asteroide della fascia principale. Scoperto nel 1999, presenta un'orbita caratterizzata da un semiasse maggiore pari a 2,7359926 UA e da un'eccentricità di 0,0612391, inclinata di 3,05848° rispetto all'eclittica.